# Acanthops boliviana
Acanthops boliviana är en bönsyrseart som beskrevs av Lucien Chopard 1916. Acanthops boliviana ingår i släktet Acanthops och familjen Acanthopidae. Inga underarter finns listade i Catalogue of Life.